# 설레임
설레임(雪來淋)은 롯데웰푸드에서 생산 및 판매하고 있는 아이스크림이다.

## 서울네임(SEOUL NAME)=설레임
한국 내 최초로 도입된 치어팩 타입의 아이스크림으로, 원하는 만큼 취식하고 다시 재보관할 수 있는 장점이 있다. 또 포장지 내용물이 묻지 않는다는 장점이 있지만 치어팩에 싸여 빨리 먹기 힘들다는 단점이 있다.

## 맛
2007년 출시 이후 6가지의 맛이 나왔다. 현재는 더 늘어나서 15가지 맛이 존재한다.
지금까지 판매된 모든 설레임 맛을 판매 여부에 따라 나열한 것이다.
- 커피셰이크 맛 설레임
- 쿠키크림 맛 설레임
- 밀크셰이크 맛 설레임
- 바나나셰이크 맛 설레임
- 오렌지망고 맛 설레임
- 요구르트딸기 맛 설레임
- 오리지날커피 맛 설레임
- 초코셰이크 맛 설레임
- 녹차셰이크 맛 설레임
- 헤이즐넛 맛 설레임
- 카푸치노 맛 설레임
- 복합과일 맛 설레임
- 설레임테크노 맛 설레임
- 로즈 맛 설레임
- 포도 맛 설레임
- 키위 맛 설레임
- 딸기셰이크 맛 설레임
- 레몬에이드 맛 설레임